# 纳森费尔斯
纳森费尔斯是德国巴伐利亚州的一个市镇。总面积18.43平方公里，总人口1928人，其中男性982人，女性946人（2011年12月31日），人口密度105人/平方公里。